# Echeveria tolimanensis
Echeveria tolimanensis är en fetbladsväxtart som beskrevs av Eizi Matuda. Echeveria tolimanensis ingår i släktet Echeveria och familjen fetbladsväxter. Inga underarter finns listade i Catalogue of Life.